# Alfa Romeo Navajo
Alfa Romeo Navajo — концепт кар, представленный на Женевском автосалоне в марте 1976 года. Navajo был построен на базе Alfa Romeo 33 Stradale. Весь кузов собран из стекловолокна, это помогло сохранить минимальный вес автомобиля. Автомобиль оснащался 2 литровым V8 двигателем с инжекционной системой питания от SPICA. Двигатель выдавал около 233 л. с. (171 кВт) при 8800 об/мин. Alfa Romeo Navajo не предназначалась в массовое производство и была изготовлена лишь в восьми экземплярах.